# Televisão Central Soviética
A Televisão Central da URSS (em russo: Центральное телевидение СССР) foi a emissora de televisão estatal da União Soviética.
A programação da TV soviética era altamente diversificada e semelhante à da BBC ou do canal americano PBS. Como grande parte da mídia soviética, a TV URSS promoveu regularmente as agendas do Partido Comunista.
Inicialmente, o serviço foi operado, juntamente com o serviço nacional de rádio, pelo Ministério da Cultura. Mais tarde, foi operado pelo comitê da Gosteleradio, sob o Ministério das Comunicações e o Ministério da Informação e Imprensa, e mais tarde uma rede de televisão e rádio controlada pelo Conselho de Ministros.

## Primeiras décadas
A rádio era o meio dominante na antiga União Soviética, no entanto, nos anos 1930, os preparativos para a televisão estavam em pleno andamento.
Em 1 de outubro de 1934, os primeiros aparelhos de televisão foram disponibilizados ao público. No ano seguinte, começaram as primeiras transmissões de televisão.
O serviço de televisão da União Soviética começou as transmissões experimentais em tempo integral em 1 de março de 1938.
A programação pública regular começou em 9 de março de 1938 - com uma noite de programas, que incluiu notícias, documentários e entretenimento no Canal 1 em Moscou. Ao mesmo tempo, o Canal 5 de Leningrado, o serviço nacional de televisão de Leningrado e do norte da União Soviética, foi lançado em 7 de julho do mesmo ano.
Os programas foram interrompidos em 1941, no início da Operação Barbarossa, por medo de que o transmissor de Shabolovka fosse usado como um farol inimigo. A mesma coisa aconteceu em Leningrado devido aos quase 4 anos de cerco na cidade.
O serviço de televisão da URSS começou a transmissão de testes experimentais em 7 de maio de 1945 (dois dias antes da rendição alemã), em preparação para sua reabertura completa.
A programação pública regular foi retomada em 7 de março de 1948.
O serviço de televisão da URSS interrompeu temporariamente as transmissões em dezembro de 1948 para uma grande atualização do equipamento de transmissão, mas em 1º de maio do ano seguinte, Leningrado e o norte-noroeste da URSS retomaram as transmissões de televisão para a Parada do Dia do Trabalhador.
A programação regular foi retomada em 16 de junho de 1949, mas agora estava transmitindo em 625 linhas - a primeira no mundo.
Em 22 de março de 1951, a estação de TV de Moscou foi renomeada, para evitar confusão entre os telespectadores sobre os próximos canais locais, tornando-se a Estação Central de Televisão, mais tarde conhecida como Programa 1. O serviço de televisão de Leningrado também foi renomeado para Televisão de Leningrado (mais depois Programa 5), e continuou suas transmissões nacionais.
Em 26 de agosto de 1952, foi inaugurado o Centro de Televisão de Leningrado, o primeiro estúdio de televisão de última geração da URSS.
No dia de Ano Novo, em 1955, o canal começou a transmitir a programação diária.
Em 14 de fevereiro de 1956, o novo programa de Moscou começou a transmitir para os telespectadores em Moscou e nos arredores do Oblast de Moscou.
O serviço de televisão da URSS (Programa 1 e Programa 2 de Moscou) iniciou testes experimentais de transmissão em cores em 14 de janeiro de 1960.
As autoridades da URSS começaram a construção de um centro de televisão em Ostankino em 1963 para as redes de televisão. Foi inaugurado em 1967 como parte das comemorações do 50º aniversário da Revolução de Outubro. Leningrado logo seguiria o exemplo no ano seguinte, quando o recentemente renovado e ampliado Centro de Transmissão de Televisão de Leningrado reabriu suas portas.
Em 1 de setembro de 1964, o programa um da TV URSS lançou Spokoynoy nochi, malyshi! (Boa Noite, Crianças!) Como uma versão à Sandmännchen da Alemanha Oriental. A ideia era um filme de animação e depois colocá-los na cama antes que os programas para adultos começassem às 21:00 (com o principal noticiário noturno Vremya). Com várias gerações de crianças crescendo com o show, permaneceu uma memória popular da infância. A Rossiya 1 ainda transmite o programa hoje.
Em 29 de março de 1965, o Programa Três começou a transmitir. Foi originalmente um canal educacional. Este canal foi exibido apenas nas principais cidades da URSS Européia (por exemplo, Moscou e Leningrado), e sua programação foi co-produzida com o Ministério da Educação da URSS, orientada para a população estudantil do país em todos os níveis, da pré-escola ao colégio.
Em 1967, foi lançada a novíssima rede juvenil, esporte e entretenimento do Programa 4. O programa 3, que desde o início estava disponível apenas para Moscou, começou a ser transmitido para toda a URSS via satélite em 1982. Assim, foi renomeado para Programa de Todas as Uniões para esse propósito e mudou para o canal 2 em 1977, enquanto o programa de Moscou mudou para o canal 3. A programação de ciência e tecnologia anteriormente no Programa 4 mudou para o Programa 6 quando esse canal foi lançado em 25 de dezembro de 1971.

## Televisão a cores
A televisão a cores foi introduzido em 1 de outubro de 1967, tornando a União Soviética o quarto país na Europa para mudar para transmissão de cor, após o BBC2, Alemanha Ocidental e França, mais uma vez pronto para as comemorações do 50º aniversário da Revolução de Outubro em 7 de novembro de 1967. O programa de Moscou e a Televisão de Leningrado foram as primeiras emissoras a cor, até o desfile de 7 de novembro de 1967 foi transmitido em monocromático nos principais canais nacionais e no Programa 4. A TV URSS escolheu o padrão de cores francês SECAM , que mais tarde seria adotado em todo o bloco oriental (a Romênia e a Iugoslávia, no entanto, optou pelo padrão PAL).
Em 1976, transmissões em cores começaram em toda a União Soviética usando o formato SECAM em todos os programas de televisão transmitidos em todos os canais nacionais: Programa Um, Programa Dois, Programa de Moscou , Programa Quatro e Programa Cinco - Televisão de Leningrado, e em todos as redes.